# بخش برن (شهرستان آتن، اوهایو)
بخش برن (به انگلیسی: Bern Township) یک منطقهٔ مسکونی در ایالات متحده آمریکا است که در شهرستان آتن، اوهایو واقع شده‌است.
 بخش برن ۸۱٫۴ کیلومتر مربع مساحت و ۵۷۲ نفر جمعیت دارد و ۱۹۸ متر بالاتر از سطح دریا واقع شده‌است.